# Winceby
Winceby – wieś w Anglii, w hrabstwie Lincolnshire, w dystrykcie East Lindsey. Leży 35 km na wschód od Lincoln i 188 km na północ od Londynu.